# Chenopodiastrum hybridum
Chénopode hybride, Chénopode à feuilles de stramoine
Espèce
Le Chénopode hybride ou Chénopode à feuilles de stramoine (Chenopodiastrum hybridum) est une espèce de plantes annuelles de la famille des Amaranthacées.